# Palau-solità i Plegamans
Palau-solità i Plegamans település Spanyolországban, Barcelona tartományban. Lakosainak száma 15 456 fő (2024).

## Földrajza
Palau-solità i Plegamans Caldes de Montbui, Lliçà d’Amunt, Parets del Vallès, Lliçà de Vall, Mollet del Vallès, Montcada i Reixac, Santa Perpètua de Mogoda, Polinyà és Sentmenat községekkel határos.

## Népesség
A település lakosságának változását az alábbi diagram mutatja:
| Lakosok száma | 221  | 904  | 1451 | 1638 | 4772 | 12 499 | 14 070 | 14 454 | 14 771 | 15 456 |
|               | 1717 | 1887 | 1936 | 1960 | 1986 | 2004   | 2009   | 2014   | 2019   | 2024   |